# 630 (tal)
630 är det naturliga heltal som följer 629 och följs av 631.

## Matematiska egenskaper
- 630 är ett jämnt tal.
- 630 är ett sammansatt tal.
- 630 är ett ymnigt tal.
- 630 är ett mycket ymnigt tal.
- 630 är ett triangeltal.
- 630 är ett Hexagontal.
- 630 är ett praktiskt tal.
- 630 är ett palindromtal i det kvarternära talsystemet.

## Inom vetenskapen
- 630 Euphemia, en asteroid.